# 彼得·迪格南
彼得·迪格南（英語：Peter Dignan，1955年3月6日—2013年6月20日），新西兰男子赛艇运动员。他曾代表新西兰参加1976年夏季奥林匹克运动会赛艇比赛，获得男子八人单桨有舵手铜牌。